# 慕蓮夫人號
慕蓮夫人號（英語：Lady Maurine）是香港總督專用的遊艇，1953年7月30日在黃埔船塢建成，耗資85萬元，由時任香港總督葛量洪購入，並以其妻之名而命名。全船長27.7m，梁高5.7m，鋼框架木板結構，搭配雙8L3加德納發動機，總功率為226千瓦，速度可以超過10節。
「慕蓮夫人號」除供官員視察離島之用外，每當有港督上任履新或英國皇室成員訪問香港時，例如英女皇伊利沙伯二世、瑪嘉烈公主和查理斯王子伉儷等等，慕蓮夫人號會於啟德機場接載港督或皇室成員，到皇后碼頭登岸。
香港主權移交後，特區政府以慕蓮夫人號不適合航行為由，於1999年公開接受投標，最後由一名商人以21萬港元投得。2011年3月12日，停泊在鴨脷洲船廠的「慕蓮夫人號」在一場三級火中焚毀。船廠的經營公司萬豐遊艇廠有限公司估計要花費近一千三百萬元翻新「慕蓮夫人號」和賠償給船主。萬豐在2012年7月6日入稟高院，指稱是「南灣」的發展商疏忽導致發生火警及令火勢蔓延，向它索償逾二千萬元。

## 外部連結
- 幸福摩天輪——「慕蓮夫人號」九死一生，潘麗瓊
- . British Chinese Heritage Centre.   [2024-08-27]. （原始内容存档于2024-08-27）.